# 리베카 헬퍼리히 클라크

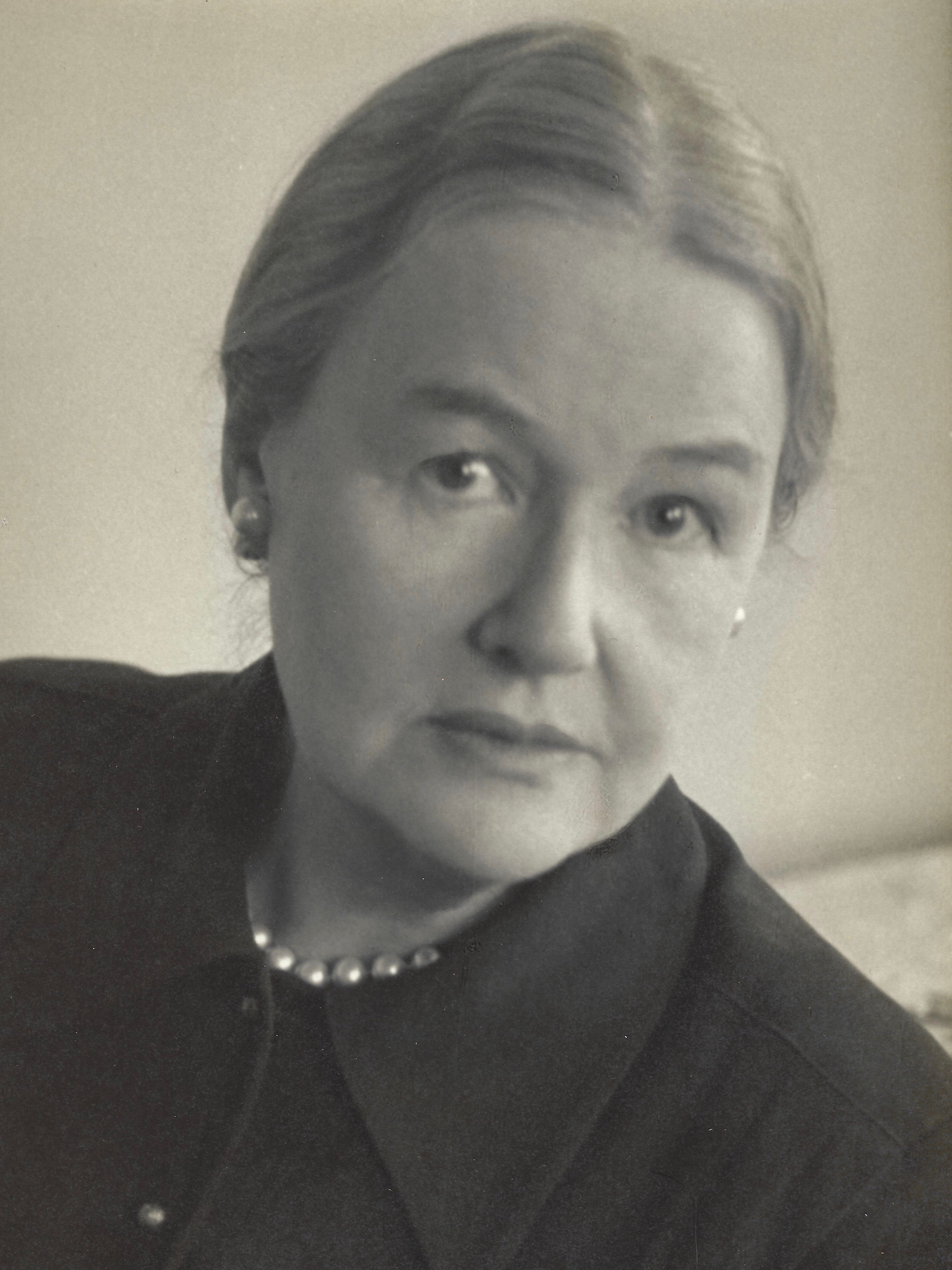
1940년대 중반의 레베카 클라크

레베카 헬퍼리히 클라크(영어: Rebecca Helferich Clarke, 1886년 7월 27일~1979년 10월 13일)는 영국의 서양 고전 음악 작곡가이자 비올라 연주자다. 클라크는 제1차 세계대전과 제2차 세계대전 사이에 전간기 시대에 중요한 영국의 작곡가로 평가받기도 하며, 당대에 가장 두각을 드러낸 영국 여성 작곡가로 설명하기도 한다.
클라크는 작품을 많이 쓰지는 않았는데 이는 여성 작곡가의 역할에 대한 자신의 생각 때문이기도 하며, 그 작품은 작곡 기법을 인정받았다. 클라크 작품의 대부분은 아직 출판되지 않았으며(혹은 매우 최근에 출판되었다), 자신이 작곡을 그만둔 뒤 대부분 잊혀졌다. 1976년 자신의 90세 생일을 맞으면서 클라크의 작품에 대한 연구와 관심이 되살아났다.

## 주요 작품
클라크의 작품은 실내악, 가곡, 합창 세 분야에 대부분 몰려 있다.

### 실내악곡

#### 바이올린과 피아노
- 소나타(1908~09, 단악장 소나타와는 다른 작품)
- 한여름의 달(1924)

#### 비올라와 피아노
- 모르페우스(1917~18)
- 자장가(1918)
- 소나타(1919)

#### 첼로와 피아노
- 에필로그(1921경)
- 랩소디(광시곡)(1923)

#### 그 밖
- 두 개의 소품(비올라와 첼로)(1916경)
- 피아노 삼중주(1921)
- 시(詩)(현악 사중주)(1926)
- 전주곡, 알레그로와 목가(비올라와 클라리넷)(1941)

### 피아노
- 주제와 변주(1907~08)
- 행렬(1930경)

### 가곡
- 부끄러운 이(Shy One, 윌리엄 예이츠의 시)(1912)
- 물개 사나이(The Seal Man, 존 메이스필드의 시(1922)
- 호랑이(윌리엄 블레이크의 시)(1929~33)

### 합창
- 음악, 부드러운 목소리가 죽는 순간(퍼시 셸리의 시)(1907)
- 연인의 만가(輓歌)(윌리엄 셰익스피어의 시)(1908경)
- 올빼미(앨프리드 테니슨 경의 시)(1909경)
- 시편 91(1921)

## 관련 논문
- 성히라, 〈Rebecca Clarke의 Sonata for viola and piano에 대한 연구 분석〉, 이화여자대학교 대학원 음악학부 졸업 석사학위논문, 2013년 2월
- 방수영, 〈레베카 클라크(Rebecca Clarke)의 비올라와 피아노를 위한 작품 연구: 〈모르페우스〉, 〈비올라소나타〉를 중심으로〉, 상명대학교 대학원 음악학과 관현악 전공, 2014년 8월